# Linia kolejowa Oriechowo-Zujewo – Włodzimierz
Linia kolejowa Oriechowo-Zujewo – Włodzimierz – linia kolejowa w Rosji łącząca stację Oriechowo-Zujewo ze stacją Włodzimierz. Jest to fragment nowego szlaku Kolei Transsyberyjskiej. 
Zarządzana jest przez region moskiewsko-kurski Kolei Moskiewskiej (odcinek Oriechowo-Zujewo – Leonowo) oraz przez region gorkowski Kolei Gorkowskiej (odcinek Pietuszki – Włodzimierz). Oba te zarządy terytorialne wchodzą w skład Kolei Rosyjskich. 
Linia położona jest w obwodach moskiewskim i włodzimierskim. Na całej długości jest zelektryfikowana i dwutorowa.

## Historia
Linia powstała w 1861, w Imperium Rosyjskim, jako część linii Moskwa – Niżny Nowogród. Następnie leżała w Związku Sowieckim. Od 1991 linia położona jest w Rosji.